# Левин, Константин Ильич
Константин Ильич Левин (1 января 1924, Екатеринослав — 19 ноября 1984, Москва) — русский советский поэт. Участник Великой Отечественной войны.

## Биография
Родился в семье врачей. Летом 1941-го поступил в медицинский институт и после первого семестра обучения был призван в противотанковое училище. Во время Великой Отечественной войны младший лейтенант, командир огневого взвода 45-мм противотанковых пушек 221 ОИПТДн 359 СД 31 А I Украинского фронта, 189 ОИПТДн 202 СД 33 СК II Украинского фронта. Эти пушки могли подбивать «неподбиваемые» немецкие «Тигры» и «Фердинанды» при стрельбе прямой наводкой с короткой дистанции. В такой артиллерии мало кто выживал. Оттого подразделения 221 ОИПТДн в армии прозвали «Прощай, Родина!», а военнослужащих называли смертниками. Константин Левин отличался исключительным личным мужеством, что было отмечено командиром полка в представлении к ордену Отечественной войны. Принимал участие в Оршанской наступательной операции (12.10.1943 — 02.12.1943), Корсунь-Шевченковской фронтовой наступательной операции (24.01.1944 — 16.02.1944), Уманско-Ботошанской фронтовой наступательной операции (05.03.1944 — 17.04.1944), два раза был тяжело ранен, в результате второго ранения потерял правую ногу. Награждён орденом Отечественной войны I и II степеней.
Документ с кратким изложением личного боевого подвига К. Левина содержится в представлении к награждению орденом Отечественной войны I степени:

Тов. Левин за время прохождения службы в дивизионе показал себя исключительно бесстрашным офицером. Его взвод не раз отражал яростные атаки врага, громя его живую силу и технику противника. В последних наступательных боях 28-29 апреля 1944 года в районе дер. Таутосчий Тургул Фрумос (Румыния), отражая крупные контратаки противника, поддерживаемые танками и самоходными орудиями, тов. Левин лично командовал орудием, которое находилось на прямой наводке, и в упор расстреливал обнаглевшего врага. В этот день его орудие уничтожило 3 огневых точки противника, подбило один вражеский танк марки «Тигр», рассеяло и уничтожило более роты гитлеровцев.— Командир 189 ОИПТД майор Кокоуров
В упомянутом выше бою на территории Румынии 28-29 апреля 1944 года Константин Левин потерял ногу. После лечения поступил в Литературный институт, активно участвовал в литературных вечерах.
Написанное в это время стихотворение «Нас хоронила артиллерия…» Левин неоднократно читал на литературных собраниях и кружка́х. При жизни оно стало самым знаменитым из его поэтического портфеля и в рукописном варианте ходило по рукам всей литературной Москвы первых послевоенных лет, несмотря на сходство мотивов с написанным десятью годами позднее известным стихотворением Межирова «Артиллерия бьёт по своим…»
Нас хоронила артиллерия.

Сначала нас она убила.

Но, не гнушаясь лицемерия,

Теперь клялась, что нас любила…

1947 год
В 1949 году Константин Левин был исключён из института с формулировкой «за эстетско-упадническую направленность поэтических работ». Согласно воспоминаниям В. Корнилова, главным поводом к исключению стало левинское стихотворение 1947 года, начинавшееся следующими строчками:

Мы непростительно стареем
И приближаемся к золе.
Что вам сказать? Я был евреем
В такое время на земле.

Одним из противников Константина Левина и его творчества, участвовавших в его исключении из Литинститута, стал известный поэт Лев Ошанин, написавший в марте 1949 года заявление следующего содержания:

В творческой папке <Левина> ущербные, чужие нам, вредные декадентские стихи, которые вызывают чувство недоумения и гадливости, — откуда у молодого советского человека эти настроения перестарка, это циничное бормотание! Мне не хочется их цитировать, да и нет нужды, — они известны в Лит. институте, и в основном правильно (хоть, пожалуй, и слишком мягко) уже оценены рецензентом В. Казиным — непонятно, как человек с такими настроениями попал в Лит. институт Союза Советских писателей, непонятно, зачем коллекционировалось его упадочное дрянцо. Эти стихи — наглядный аргумент о неблагополучии, эстетстве и космополитизме, свившем гнездо себе на творческой кафедре Лит. института.— Член Партбюро ССП Ошанин Л.И. 8.III.49 г.
Примерно через год Левин смог восстановиться на заочном отделении, однако «что-то в нём сломалось. Костюм и обувь он по-прежнему чистил тщательно, а вот охота к учебе и даже к чтению — а ведь какой был книгочей! — у него пропала: началась стойкая абулия — болезнь воли». К сочинению стихов Левин вернулся в середине 1960-х, однако совершенно перестал выступать с ними публично или, тем более, предлагать к публикации.
Позднее Левин работал в Литературной консультации Союза писателей СССР (рецензировал произведения начинающих авторов), участия в литературной жизни не принимал, продолжая писать стихи «в стол». Левинская поэзия 1970-х проникнута духом разочарования и трагическим ощущением собственной отверженности. В своих воспоминаниях о Левине друживший с ним Владимир Корнилов называет эту внезапную «отверженность» основной неразрешённой загадкой его судьбы: «Я всё еще пытаюсь понять, что же его сломило. Фронт? Но там он себя показал храбрецом. <…> Ампутация ноги? Протез, в самом деле, вечно натирал, <…> но всё-таки до самой смерти ни разу не вышел из дома на костылях. Комсомольское собрание? Но он держался на нём так, что на долгие десятилетия стал недостижимым примером для многих и казнь эту выдержал». Дополнительной загадки добавляет и тот факт, что в личной жизни Левин отнюдь не был неуспешен, при своей инвалидности он имел большой успех у женщин и слыл Дон Жуаном. Все эти качества, не исключая хромоты, драчливости и поэтического дара, роднили его с Байроном.
После трёх лет безупешного лечения в онкологическом центре на Каширке К. Левин умер в ноябре 1984 года от редкой для мужчин болезни — рака грудной железы. Похоронен на Востряковском кладбище.
После получения смертельного диагноза в 1981 году Константин Левин начитал на магнитофон одну плёнку своих поздних неопубликованных стихов. А спустя ещё три года, уже за полтора месяца до смерти, по настоянию друзей добавил ещё одну запись.
Был я хмур и зашёл в ресторан «Кама»
А зашёл почему – проходил мимо.
Там оркестрик играл и одна дама
Всё жрала, всё жрала посреди дыма.
Я зашёл, поглядел, заказал, выпил.

Посидел, погулял, покурил, вышел.

Я давно из игры из большой выбыл

И такою ценой на хрена́ выжил...

1969 год
В течение нескольких лет после смерти Левина публикации его стихов появились в журналах «Дружба народов» и «Огонёк» (в рубрике, которую вёл Е. Евтушенко). Самое известное стихотворение автора — «Нас хоронила артиллерия…» — в обоих изданиях было помещено в сильно переработанном виде, причём изменения вносил сам автор, однако под постоянным давлением разных «советов» и критики со стороны. При этом мнения коллег и литературоведов о необходимости переработки и качестве изменений сильно разнятся.
В 1988 году посмертно был выпущен первый (и пока единственный) сборник поэта «Признание». Несколько самых известных стихотворенией из сборника, включая одно из восьмистиший («Был я хмур и зашел в ресторан…»), написанное в 1969 году, Евгений Евтушенко включил в своё собрание «Строфы века».
По мнению Бориса Слуцкого, Левин был одним из лучших поэтов фронтового поколения, в силу своего характера оставшийся в стороне и слишком запоздало присоединившийся к их числу.